# Konståret 1996

## Händelser

### Januari
- 23 januari – Upptäckten av en bortglömd kerubstaty på Fifth Avenue i New York, som sått på samma plats i en byggnad i över 90 år, tillkännages.[1]

### Februari
- 1 februari – En dokumentärfilm av Peter Schamoni om konstnärsparet Niki de Saint Phalle och Jean Tinguely har premiär i Tyskland. Den heter Niki de Saint Phalle: Wer ist das Monster – du oder ich? (Vem är monstret – du eller jag?).

### Mars
- 9 mars – Svenska pressfototävlingen "Årets bild" avgörs.[1]

### Juni
- 13 juni – Engelsmannen David Elliott utses till chef för Moderna museet.[1]

### November
- 10 november – Utställningen "Agitation för lyckan", med konst från Josef Stalin-tiden i Sovjetunionen, avslutas på Liljevalchs konsthall. Även konst som inte var önskvärd i det dåtida Sovjetunionen visas.[1]

### Okänt datum
- Kunsthøgskolen i Oslo bildades genom sammanslagning av flera kulturskolor i Oslo.

## Priser och utmärkelser
- Prins Eugen-medaljen tilldelas Ulf Trotzig, målare, Lars Kleen, skulptör, Ove Hidemark, arkitekt, Vibeke Klint, dansk konsthantverkare, och Outi Heiskanen, finländsk grafiker.
- Douglas Gordon tilldelades Turnerpriset.

## Utställningar
- Sol LeWitt Prints: 1970–1995 – Museum of Modern Art.

## Avlidna
- 4 januari – Axel Wallenberg (född 1898), svensk skulptör.
- 12 februari – Fritz Sjöström (född 1923), svensk viskompositör och -sångare samt konstnär.
- 16 mars – Charles Brånå (född 1918), svensk konstnär.
- 17 april – Piet Hein (född 1905), dansk multikonstnär.[1]
- 12 juni – Astrid Thorlund (född 1960), svensk konstnär och barnboksillustratör.
- 28 juni – Birger Halling (född 1907), svensk konstnär.
- 16 september – Sven Alfons (född 1918), svensk poet, konstnär, konsthistoriker och konstkritiker.
- 24 september – Cai Lindahl-Sonesson (född 1933), svensk textilkonstnär.
- 19 november – Poul Ströyer (född 1923), svensk konstnär, karikatyrist och illustratör.
- 26 november – Paul Rand (född 1914), amerikansk grafiker.
- 29 november – Dan Flavin (född 1933), amerikansk konstnär, skulptör.
- Wilgot Lind (född 1915), svensk konstnär.

### Fotnoter
1. 1 2 3 4 5   Horisont 1996. Bertmarks